# Invaders Must Die
Invaders Must Die is het vijfde studioalbum van de Engelse groep The Prodigy. Het album werd uitgebracht op 18 februari 2009 op het nieuwe label van de band, Take Me to the Hospital, en wordt verspreid door Cooking Vinyl. Het is het eerste Prodigy-album met alle drie de leden van de band sinds het album The Fat of the Land uit 1997.
Het album was een commercieel succes en verkocht beter dan Always Outnumbered, Never Outgunned. In tegenstelling tot het commerciële succes waren de recensies verdeeld. Van het album zijn vier singles verschenen, waaronder het titelnummer, "Omen", "Warrior's Dance" en "Take Me to the Hospital".

## Opname
De opnames begonnen in februari 2006, kort nadat Their Law: The Singles 1990-2005 werd uitgebracht. Sommige nummers op het album, zoals "Colours", waren al geschreven voordat het vierde album was uitgebracht. Liam Howlett zei dat de stijl van het nieuwe album een mashup van hun vorige albums is. Het album zou in de zomer van 2007 uitgebracht worden, maar toen het album werd uitgesteld tot begin 2008 had de band meer dan 25 ideeën voor productie en teksten voor bepaalde nummers.
Howlett zei in een interview in april 2008 dat hij nog drie maanden werk had voor het nieuwe album. Hij had ook een werktitel voor het album en namen voor de nummers, maar was nog niet klaar om deze te openbaren totdat de officiële nieuwsbrief ze op 4 november gaf. Deze nieuwbrief zei dat het album terugging naar de "oldschool maar moderne" wortels en gastoptredens zou hebben van Dave Grohl (Foo Fighters, Them Crooked Vultures, Nirvana) en James Rushent (Does It Offend You, Yeah?). maar geen gastvocalen zou hebben

## Nummers

### Standaardeditie
1. "Invaders Must Die" – 4:55 (Liam Howlett, Nick Halkes)
2. "Omen" – 3:36 (Howlett, Tim Hutton, Maxim Reality)
3. "Thunder" – 4:08 (Howlett, Hutton, Trevor Joe)
4. "Colours" – 3:27 (Howlett, Keith Flint, John Fortis)
5. "Take Me to the Hospital" – 3:39 (Howlett, Flint, Jari Salo, Paul Malmström)
6. "Warrior's Dance" – 5:12 (Howlett, Bridget Grace, Jeff Mills, Anthony Srock)
7. "Run with the Wolves" – 4:24 (Howlett, Flint)
8. "Omen Reprise" – 2:14 (Howlett, Hutton)
9. "World's on Fire" – 4:50 (Howlett, Reality, Marcos Vicente Salon, Kim Deal)
10. "Piranha" – 4:05 (Howlett, Scrapper, Reality, Billy Childish, Rajesh Roshan, Sameer Anjaan)
11. "Stand Up" – 5:30 (Howlett, Manfred Mann, Peter Thomas)

### Speciale editie

#### Cd 1
1. "The Big Gundown" - 4:20
2. "Wild West" - 4:15
3. "Omen" (Live at Rock Am Ring 2009) - 4:12

#### Cd 2
1. "Invaders Must Die" (Liam H Re-Amped version) - 2:59
2. "Invaders Must Die" (Chase & Status remix) - 5:10
3. "Omen" (NOISIA remix) - 6:20
4. "Omen" (Hervé’s End Of The World remix) - 5:24
5. "Warrior’s Dance" (Future Funk Squad’s "Rave Soldier" mix) - 5:33
6. "Warrior’s Dance" (Benga remix) - 4:45
7. "Warrior’s Dance" (South Central remix) - 5:42
8. "Take Me to the Hospital" (Rusko remix) - 4:24
9. "Take Me to the Hospital" (Sub Focus remix) - 4:33
10. "Take Me to the Hospital" (Josh Homme & Liam H’s Wreckage mix) - 4:10
11. "Take Me to the Hospital" (Loser's Middlesex A&E remix) - 5:47
12. "Invaders Must Die" (Yuksek remix) - 5:03
13. "Thunder" (Bang Gang remix) - 5:48

#### Speciale editie dvd
1. "Invaders Must Die" (video)
2. "Omen" (video)
3. "Warrior's Dance" (video)
4. "Take Me to the Hospital" (video)
5. "World's on Fire" (livevideo)
6. "Warrior’s Dance" (livevideo)
7. "Run" (livevideo)
8. "Take Me to the Hospital" (Big Day Out Australia 2009)

### iTunes-editie
1. "Invaders Must Die" (Chase & Status remix) – 5:09
2. "Omen" (edit) – 3:14
3. "Track by Track Talk Through" – 16:44

### Lost Beats (bonus-cd)
1. "The Big Gundown" – 4:21
2. "Black Smoke" – 3:26
3. "Wild West" – 4:15
4. "Fighter Beat" – 3:32

### Bonus-dvd
1. "Invaders Must Die" (video)
2. "Omen" (video)
3. "World's on Fire" (livevideo)
4. "Warrior's Dance" (livevideo)

### Bijzonderheden
- De ep Lost Beats is verkrijgbaar met de luxe boxset-editie[6] en zal ook op iTunes verschijnen.[5]

## Medewerkers
The Prodigy
- Liam Howlett – keyboard, productie
- Keith Flint – zang
- Maxim Reality – zang

Andere medewerkers
- Amanda Ghost – achtergrondzang op "Colours"
- Dave Grohl – drums op "Run With The Wolves", extra drums op "Stand Up"
- Tim Hutton – gitaar op "Colours", hoorn op "Piranha"
- James Rushent – coproducent op "Invaders Must Die" en "Omen"